# Casco (Maine)
Casco – miasto w Stanach Zjednoczonych, w stanie Maine, w hrabstwie Cumberland.